# Stephen Clark Foster (Politiker, 1820)

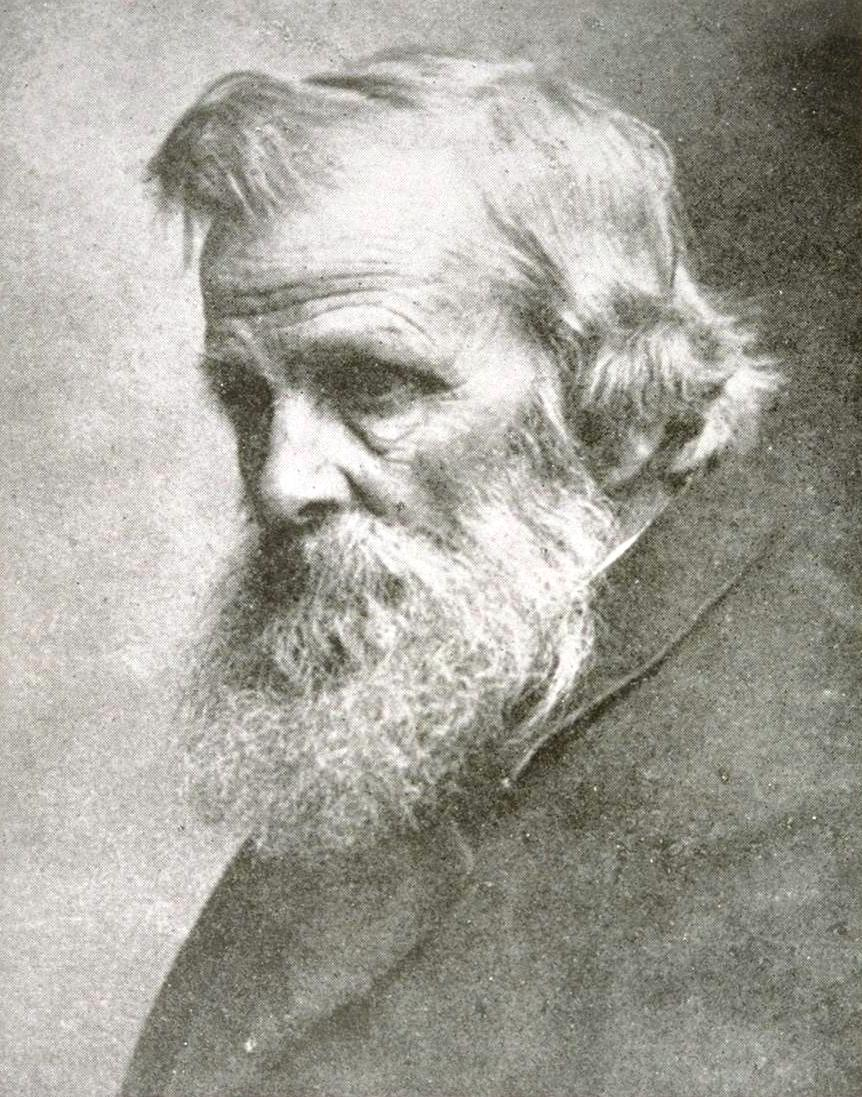
Stephen Clark Foster

Stephen Clark Foster (* 1820 in Machias, Washington County, Maine; † 28. Januar 1898) war ein US-amerikanischer Politiker. Zwischen 1848 und 1856 war er mehrfach Bürgermeister der Stadt Los Angeles.

## Leben
Im Jahr 1840 absolvierte Stephen Foster das Yale College. Er praktizierte für einige Jahre als Arzt in Missouri, ehe er 1847 nach Los Angeles in Kalifornien kam. Zuvor hatte er noch am Mexikanisch-Amerikanischen Krieg teilgenommen. Als er in Los Angeles eintraf, war die Stadt wie ganz Kalifornien gerade von Mexiko an die Vereinigten Staaten abgetreten worden. Die Regierungsgewalt lag in den Händen des Militärs. Eine Rechtsordnung bestand noch nicht und die Kriminalität war entsprechend hoch. Das hing auch mit dem Goldrausch jener Zeit zusammen. Foster schloss sich einer milizähnlichen Truppe an, die gegen diese Kriminalität vorging. Zwischenzeitlich gehörte er auch einem Lynchmob an.
Noch vor der offiziellen Stadtgründung von Los Angeles im Jahr 1850 wurde Foster von Militärgouverneur Richard Barnes Mason zum Bürgermeister dieses Ortes, der damals um 1600 Einwohner zählte, ernannt. Er trug noch den mexikanischen Titel Alcalde. Dieses Amt bekleidete er zwischen dem 1. Januar 1848 und dem 21. Mai 1849. In manchen Listen wird er als erster Bürgermeister von Los Angeles geführt. Andere Quellen beginnen aber erst mit den Bürgermeistern nach der Stadtgründung 1850. Während seiner Amtszeit musste er sich mit den Problemen der Kriminalität auseinandersetzen. Im Jahr 1849 nahm Foster als Delegierter an der verfassungsgebenden Versammlung des zukünftigen Bundesstaates Kalifornien teil. Er wurde Mitglied der Demokratischen Partei. Im Jahr 1850 saß er im Stadtrat von Los Angeles und 1851 auch im Senat von Kalifornien, wo er für zwei Jahre verblieb.
In den folgenden Jahren war er noch drei Mal Bürgermeister von Los Angeles: zwischen dem 4. Mai 1854 und dem 13. Januar 1855, dem 25. Januar 1855 und dem 9. Mai 1855 und vom 7. Mai bis zum 22. September 1856. Die Unterbrechung im Januar 1855 hing mit seiner bereits erwähnten Aktion bei einem Lynchmord zusammen. In diesem Zusammenhang war er zurückgetreten, wurde aber umgehend wieder in das Amt gewählt. Seine Hauptaufgaben als Bürgermeister waren der Auf- bzw. Ausbau der Infrastruktur der Stadt sowie weiterhin die Bekämpfung der Kriminalität. Im September 1856 trat er endgültig zurück, um für seinen Schwager dessen Liegenschaften zu verwalten. Trotzdem war er zwischen 1856 und 1859 Bezirksvorsteher im Los Angeles County. Danach ist er politisch nicht mehr in Erscheinung getreten. Er starb am 28. Januar 1898.